# دیمین سالاس
دیمین سالاس (زادهٔ ۱۹۷۵) یک بازیکن پوکر حرفه‌ای آرژانتینی اهل چاسکوموس است. او در سال ۲۰۲۰ برنده مسابقات جهانی پوکر شد و پس از قهرمان سال ۲۰۰۱ کارلوس مورتنسن ، اولین نفر از آرژانتین بود که قهرمانی پوکر جهان را برنده میشد و دومین نفر از آمریکای جنوبی بود که برنده این مسابقات میشد. او در جدول نهایی در سال ۲۰۱۷ حضور پیدا کرد و با کسب ۱.۴۲۵.۰۰۰ دلار در جایگاه هفتم قرار گرفت. 
سالاس یک وکیل در آرژانتین است که مدرک خود را از دانشگاه ملی لاپلاتا گرفته است.  او اولین بار در یک رویداد سری مسابقات جهانی پوکر در سال ۲۰۰۹ پول نقد کرد(بودن در جمع کسانی که با برد بازی را به پایان رساندند). در سال ۲۰۱۶ ، او به میز نهایی رویداد ۱۵۰۰ دلاری بدون محدودیت هولدم شوت‌اوت راه یافت و با ۶۴۰۰۰ دلار در جایگاه پنجم ایستاد. 
سالاس در هر دو سال ۲۰۱۳ (۶۰۶) و ۲۰۱۶ (۴۱۸) با پول رویداد اصلی را به پایان رساند. در سال ۲۰۱۷، او در جایگاه ششم به جدول پایانی رسید و در رده هفتم قرار گرفت. همچنین سالاس ۱.۴۲۵.۰۰۰ دلار درآمد کسب کرد.  او همچنین در رویداد اصلی سال ۲۰۱۸ در جایگاه ۵۶۹ قرار گرفت. 
از سال ۲۰۲۱، مبلغ به دست آمده از مسابقات سالاس ۵.۲۳۹.۰۰۰ دلار است.   ۳۱ برد پولی سری مسابقات جهانی پوکر او ۴.۲۶۱.۰۰۰ دلار از این بردها را تشکیل می دهد. 

## دستبندهای سری مسابقات جهانی پوکر
| سال  | تورنمنت                                | جایزه (دلار$) |
| ---- | -------------------------------------- | ------------- |
| ۲۰۲۰ | $۱۰.۰۰۰ رویداد اصلی بدون محدودیت هولدم | $۲.۵۵۰.۹۶۹    |